# Uladzimir Dubroŭščyk
Uladzimir Vladimirovič Dubroŭščyk, accreditato come Vladimir Dubrovshchik dalla World Athletics (in bielorusso Уладзімір Дуброўшчык?; in russo Владимир Владимирович Дубровщик?, Vladimir Vladimirovič Dubrovščik; Hrodna, 7 gennaio 1972), è un ex discobolo bielorusso.
In carriera ha vinto un titolo europeo nel 1994. Vinse un argento alle olimpiadi di Atlanta 1996. Nel 2001 decise di ritirarsi dalle competizioni.

## Palmarès
| Anno                                     | Manifestazione   | Sede      | Evento           | Risultato | Prestazione | Note |
| ---------------------------------------- | ---------------- | --------- | ---------------- | --------- | ----------- | ---- |
| In rappresentanza dell' Unione Sovietica |                  |           |                  |           |             |      |
| 1991                                     | Europei juniores | Salonicco | Lancio del disco | Oro       | 60,58 m     |      |
| In rappresentanza della Bielorussia      |                  |           |                  |           |             |      |
| 1993                                     | Mondiali         | Stoccarda | Lancio del disco | 16º (q)   | 60,38 m     |      |
| 1994                                     | Europei          | Helsinki  | Lancio del disco | Oro       | 64,78 m     |      |
| 1995                                     | Mondiali         | Göteborg  | Lancio del disco | Argento   | 65,98 m     |      |
| 1996                                     | Giochi olimpici  | Atlanta   | Lancio del disco | Argento   | 66,60 m     |      |
| 1997                                     | Mondiali         | Atene     | Lancio del disco | 4º        | 66,12 m     |      |
| 1997                                     | Universiadi      | Catania   | Lancio del disco | Oro       | 66,40 m     |      |
| 1998                                     | Europei          | Budapest  | Lancio del disco | 6º        | 63,96 m     |      |
| 1999                                     | Mondiali         | Siviglia  | Lancio del disco | 7º        | 64,00 m     |      |
| 2000                                     | Giochi olimpici  | Sydney    | Lancio del disco | 7º        | 65,13 m     |      |
| 2001                                     | Mondiali         | Edmonton  | Lancio del disco | 13º (q)   | 61,73 m     |      |